# Municipio de Perry (condado de Boone)
El municipio de Perry (en inglés, Perry Township) es un municipio del condado de Boone, Indiana, Estados Unidos. Tiene una población estimada, a mediados de 2021, de 884 habitantes.

## Geografía
Está ubicado en las coordenadas 39°57′8″N 86°23′3″O / 39.95222, -86.38417 (39.952299, -86.384255). Según la Oficina del Censo de los Estados Unidos, tiene una superficie total de 18.56 km², de la cual 18.52 km² corresponden a tierra firme y 0.04 km² son agua.

## Demografía
Según el censo de 2020, en ese momento había 820 personas residiendo en la zona. La densidad de población era de 44.3 hab./km². El 78.05 % de los habitantes eran blancos, el 9.15 % eran afroamericanos, el 5.61 % eran asiáticos, el 1.71 % eran de otras razas y el 5.49 % eran de una mezcla de razas. Del total de la población, el 4.15 % eran hispanos o latinos de cualquier raza.